# Ősz János
Ősz János (Küküllőkirályfalva, 1863. december 26. – Marosvásárhely, 1941. február 7.) tanító, népmesegyűjtő. 

## Életútja
Királyfalván született 1863. december 26-án. Tanítói oklevelet szerzett a nagyenyedi Bethlen-kollégium tanítóképző intézetében. 
1884-től Kibéden, 1901-től 1933. évi nyugdíjazásáig Pócsfalván tanított. Maros-Torda és Kis-Küküllő vármegyében gyűjtött népmeséket, ezen kívül 1900-tól 1912-ig népnyelvi anyagot is gyűjtött a Magyar Nyelvőr számára. 
Marosvásárhelyen halt meg 78 éves korában, 1941. február 7-én.

## Főbb művei
- Marosszéki székely népmesék I–II. Budapest: (kiadó nélkül). 1917.
- A csudatáska. Bev. Kovács László. Kolozsvár: (kiadó nélkül). 1941.